# Vandrarens träd
Vandrarens träd är en novellsamling av Artur Lundkvist utgiven 1941.
Den innehåller både realistiska berättelser från Lundkvist uppväxtmiljöer och mer drömlika historier. Det dominerande i boken är dock en svit noveller med verklig bakgrund. Den 9 april 1940, dagen då Nazityskland invaderade Norge, befann sig Lundkvist på resa i nordnorge och tvingades till en dramatisk flykt sedan han varit med om ett bombanfall och senare arresterats, misstänkt för spioneri.
Om dessa händelser berättade Lundkvist även senare i sin självbiografi Självporträtt av en drömmare med öppna ögon.